# František Žákavec

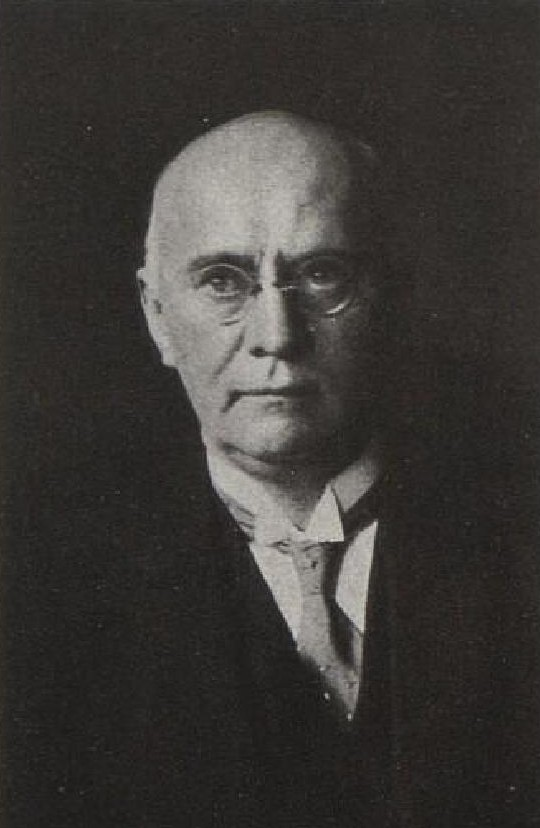
František Žákavec

František Žákavec (* 23. Februar 1878 in Kdyně, Österreich-Ungarn; † 25. Dezember 1937 in Prag) war ein tschechoslowakischer Kunsthistoriker.

## Leben
František Žákavec studierte von 1896 bis 1899 zunächst Romanistik an der Philosophischen Fakultät der Karls-Universität in Prag und von 1899 bis 1900 als Stipendiat an der Sorbonne in Paris. Dort vertiefte sich sein Interesse an Bildender Kunst. Er schloss sein Studium in Prag ab. Nach seinem Abschluss begann er als Lehrer in verschiedenen Schulen zu arbeiten. Ab 1918 beschäftigt er sich intensiv mit Kunstgeschichte. Er habilitierte sich an der Comenius-Universität in Bratislava, wo er ab 1924 als Professor für Kunstgeschichte lehrte.
Ab 1933 war er korrespondierendes und ab 1934 außerordentliches Mitglied der Tschechischen Akademie der Wissenschaften und Künste.

## Publikationen (Auswahl)
- Knížka o Alšovi. Výbor 50 obrazů. S podobiznou od M. Švabinského a 17 obrázky v textu. Nákladem dědictví komenského, Prag 1912 (archive.org, ein Buch über Mikoláš Aleš).
- Chrám znovuzrození: o budovatelích a budově Národního divadla v Praze. J. Štenc, Parg 1918 (über die Erbauer und den Bau des Nationaltheaters in Prag).
- O Bellmannových „Erinnerungen“ a o Nerudovi. In: Listy filologické / Folia philologica. Band 45, Nr. 6, 1918, ISSN 0024-4457, S. 349–359, JSTOR:23445324 (tschechisch).
- L’oeuvre de Joseph Mánes. Jan Štenc, Prag 1923 (über den Maler Josef Mánes).